# اوراق قرضه شهرت
اوراق قرضه شُهرت (انگلیسی: Celebrity bond) یا اوراق بویی (انگلیسی: Bowie bond) به گونه‌ای از اوراق بهادار گفته می‌شود که صادرکننده آن را از سوی مشتریان سلبریتی خود به قیمتی مشخص منتشر می‌کند و در ازای آن به قرض‌دهنده‌ها حق دریافت بهره مالکانه آثار آن سلبریتی را منتقل می‌کند. حقوق مالکیت فکری آن سلبریتی در این اوراق به عنوان وثیقه به کار می‌رود.
این نوع طرح سرمایه‌گذاری جمعی را نخستین بار بانکدار سرمایه‌گذار در زمینهٔ موسیقی راک اند رول دیوید پولمن با انتشار ۵۵ میلیون دلار (برابر ۸۸٫۷ میلون دلار در سال ۲۰۲۰) اوراق قرضه با وثیقهٔ بهرهٔ مالکانهٔ ۲۵ آلبوم (۲۸۷ آهنگ) دیوید بویی که پیش از سال ۱۹۹۰ منتشر شده بودند مطرح کرد. عمر این اوراق سالانه به‌طور متوسط ده ساله بود و این اوراق سالانه ۷٫۹ درصد سود سود پرداخت می‌کردند که در آن زمان از سود سالانه اوراق قرضهٔ ده سالهٔ خزانه ایالات متحد آمریکا ۱٫۵۳ درصد بیشتر بود. بویی این ۵۵ میلیون را به صورت دفعه‌ای دریافت کرد و از آن برای خرید حق برخی از آهنگ‌هایش استفاده کرد که امتیاز آنها در اختیار مدیر برنامه‌های سابقش بود. با این‌حال، اندکی پس از انتشار این اوراق، دزدی اینترنتی آهنگ‌ها و سایت‌های استریمینگ چون نپستر باعث شد بهرهٔ مالکانهٔ آهنگ‌های بویی کاهش یابد و آژانس رتبه‌دهی سرمایه‌گذاری مودیز اینوستور سرویس رتبهٔ اوراق قرضهٔ بویی را از A3 (بالاترین رتبه و همردهٔ اوراق قرضهٔ خرانهٔ دولت آمریکا) به Baa3 (تنها یک رتبه بالاتر از قرضه قراضه) کاهش دهد.
با این وجود اوراق بویی در سال ۲۰۰۷ مطابق برنامه و بدون نکول تصفیه شدند و حقوق آهنگ‌های بویی به خود او بازگشت.